# José Tallaví
José Tallaví, cuyo nombre completo era José Francisco Ildefonso Tallavíd Villalobos, (Vélez de la Gomera, Melilla, 18 de noviembre de 1876 — Madrid, 20 de febrero de 1916) fue un actor de teatro español. Destacó especialmente representando personajes creados por Henrik Ibsen, Calderón de la Barca y Ángel Guimerá.

## Biografía
Nació en Vélez de la Gomera, Melilla en 1876 ya que su padre, que era un militar, estaba destinado en este lugar. Su padre, de nombre José Tallabit Ferrer, era natural de Lérida y su madre, Ana Villalobos Pérez, provenía de Vélez-Málaga.
En Melilla transcurrió su primera infancia y siendo aún un niño se trasladó con su familia a Málaga, ciudad donde recibió educación, en concreto, en 1884, lo podemos encontrar viviendo con sus padres y su hermano Miguel en C/. la Puente, 25-27. 

## Trayectoria
Tallaví se inició en las artes interpretativas hacia 1892, cuando contaba con 16 años, en el famoso Café Chinitas de Málaga. Desarrolló su carrera como actor en pequeñas compañías ambulantes. Entre sus primeras experiencias está la participación como cómico en una compañía que representaba zarzuelas en Vélez-Málaga gracias a un amigo suyo, que trabajaba como violinista en la orquesta de la compañía.
Pronto comenzó a despuntar en los escenarios y se presentó en la capital de España en el Teatro de La Comedia con la representación de Las Flores. A principios del siglo XX era uno de los actores más reputados de Madrid. Pasó por la compañía de Rosario Pino, con la que estrenaría las obras de los hermanos Álvarez Quintero Las flores en 1901 y La dicha ajena en 1902, así como Amor de amar de Jacinto Benavente en 1902. 
Cuando le asignaron el rol de "El Hijo" en Espectros de Ibsen se recluyó en un sanatorio psiquiátrico para estudiar la enfermedad que sufre el protagonista y preparar mejor su papel.
En 1905 formó compañía propia, por la que pasaron actores de la talla de Ernesto Vilches o Concha Catalá. 
Volvió a poner en escena obras como las siguientes:
- El abuelo de Benito Pérez Galdós.
- La loca de la casa (1906) de Galdós.
- La rima eterna (1911) de los hermanos Quintero.
- Los muertos (1913) de Florencio Sánchez
- Otelo (1914) de Shakespeare.

Estrenó, entre otras, las siguientes obras:
- Nena Teruel (1913) de los hermanos Quintero con Matilde Moreno en el Teatro Español.
- La venda (1913) de Miguel de Unamuno
- Sor Simona (1915) de Galdós.

En 1911 realizó una gira por Latinoamérica, recalando en Buenos Aires.
Falleció el 20 de febrero de 1916  en Madrid a los 39 años. Conforme a Jiménez Segura en la revista Trapana, a la hora de su muerte pidió un espejo para poder contemplar la expresión de una persona moribunda.

## Reconocimientos
- Una de las principales calles de Melilla lleva el nombre "Actor Tallaví" a propuesta del General Ardaiz de la Conderena, propulsor de las excavaciones en el cerro de San Lorenzo.
- En 1968 una asociación cultural de teatro toma su nombre para denominarse "Agrupación Artística Tallaví" en su honor.

|                  |
| Tallaví en 1910. |

|                                                              |
| Interpretando El cardenal por Kaulak. (Mundo Gráfico, 1915). |

|                                                          |
| Actuando en El místico por Vandel (Mundo Gráfico, 1916). |

|                                                     |
| Caricaturizado por Tovar (La Novela Teatral, 1917). |